# Hindenburg Research
A Hindenburg Research LLC é uma empresa de pesquisa de investimentos dos EUA com foco em vendas a descoberto fundada em 2017.    Com o nome do desastre de Hindenburg de 1937, que eles caracterizam como um desastre causado pelo homem,  a empresa gera relatórios públicos que alegam fraude corporativa e prevaricação por meio de seu site.  As empresas que foram objeto de seus relatórios incluem o Adani Group, a Nikola,  Clover Health,  Block, Inc.,  Kandi,  e Lordstown Motors.  Esses relatórios também apresentam defesas da prática de venda a descoberto e explicações de como elas podem "desempenhar um papel crítico na exposição de fraudes e na proteção dos investidores". 

## Operações
A Hindenburg Research prepara um relatório de investigação sobre uma empresa-alvo examinando seus registros públicos, documentos corporativos internos e conversando com seus funcionários. O relatório é então distribuído aos sócios limitados de Hindenburg, que, juntamente com a companhia, assumem uma posição na empresa-alvo antes de divulgar publicamente o relatório.  